# Национальный план противодействия коррупции
Национальный план противодействия коррупции — системный документ программного характера, направленный на борьбу с коррупцией и её предупреждение, утверждаемый Президентом РФ сроком на два года. Впервые утверждён Президентом РФ Д. А. Медведевым 31 июля 2008 г. Выпускался 7 раз - в 2008, 2010, 2012, 2014, 2016, 2018, 2021 г. Действующим на данный момент является Национальный план противодействия коррупции на 2021-2024 годы, утвержденный Президентом РФ В.В. Путиным 16 августа 2021 г.
Составлением Плана противодействия коррупции занимается Президентский совет по противодействию коррупции, который существует с 2008 года, обладает совещательной функцией. В его состав входят  помощники Президента Анатолий Серышев и Дмитрий Шальков, председатель Счётной палаты Алексей Кудрин и др. Основной задачей совета является разработка предложений, направляемых Президенту РФ, которые связаны с противодействием коррупции в России. 
Какой-либо публичной отчетности и общественного контроля за выполнением национального плана на 2021-2024 гг. не предусмотрено. 
О необходимости разработки такого плана Д. А. Медведев впервые сообщил во время своего визита в Нижний Новгород в феврале 2008 г. Первый план был разработан Советом при Президенте РФ по противодействию коррупции и представлен Президенту РФ 25 июля 2008 г. руководителем его Администрации С. Е. Нарышкиным.

## Меры

### Меры по защите заявителей
Генеральной Прокуратуре РФ предписано усилить надзор за соблюдением законодательства Российской Федерации о защите лиц, сообщающих о фактах коррупции, от преследования и ущемления их прав и законных интересов. Правительству и Президиуму Совета по противодействию коррупции поручено разработать законопроект по защите заявителей о коррупции от возможных противоправных действий. План предусматривает также проведение междисциплинарных исследований по вопросам организации и тактики защиты лиц, сообщающих о фактах коррупции. Меры по защите заявителей отсутствуют в предыдущих версиях плана.

### Меры по урегулированию конфликта интересов
Начиная с первого Национального плана, принятого в 2008 г., меры по урегулированию конфликта интересов являются одним из ключевых направлений документа. В текущей версии Правительству Российской Федерации поручено принять меры по недопущению конфликта интересов сотрудников и работников государственных корпораций (компаний) и организаций, созданных для обеспечения деятельности федеральных государственных органов. Полномочным представителям Президента Российской Федерации в федеральных округах предписано обеспечить соблюдение государственными и муниципальными служащими ограничений и запретов, требований о предотвращении или регулировании конфликта интересов.

### Меры по повышению прозрачности
- Текущая версия плана предусматривает создание единой базы данных декларации доходов, расходов и имущества должностных лиц – в частности, компьютерных программ для мониторинга и автоматизированного анализа деклараций государственных служащих на базе специального ПО “Справки БК” и “Справки ГС”. Также, в плане имеется поручение организовать мониторинг сообщения отдельными категориями должностных лиц о получении подарка, его сдаче, оценке и зачислении в доход соответствующего бюджета средств, вырученных от его реализации.
- "Профессионалам средств массовой информации и представителям других профессий, связанных с обеспечением общественных интересов" в Плане рекомендуется"разработать порядок предания гласности сведений о доходах и расходах членов этих объединений, деятельность которых вызывает общественный интерес" и разместить эти сведения на сайтах.
- План предписывает разработку Правительством РФ совместно с Центральным Банком РФ механизма получения в зарубежных кредитно-финансовых учреждениях информации о наличии денежных счетов и(или) иных активов у российских должностных лиц в иностранных банках. Согласно Национальному плану, для реализации такого механизма предполагается заключение соглашений об обмене информацией с компетентными органами иностранных государств. Совместно с ЦБ и профильными комитетами Государственной думы, Правительство также должно внести предложения о способах снятия неопределенности понятий "иностранные финансовые инструменты" и "доверительное управление имуществом, которое предусматривает инвестирование в иностранные финансовые инструменты".

### Меры по антикоррупционному просвещению
Действующий план предусматривает достаточно обширные меры по общему и профессиональному антикоррупционному просвещению. На базе Российской академии народного хозяйства и государственной службы при Президенте РФ будут проведены специализированные семинары для преподавателей образовательных учреждений, осуществляющих реализацию образовательных программ по антикоррупционной тематике.
В программы подготовки бакалавров по специальности “Государственное и муниципальное управление” должен войти учебный цикл “Противодействие коррупции”. Также Правительству РФ и президиуму Совета при Президенте РФ по противодействию коррупции необходимо будет обеспечить в централизованном порядке повышение квалификации федеральных государственных служащих, в должностные обязанности которых входит участие в противодействии коррупции.
Общественным организациям и политическим партиям рекомендуется продолжить работу по формированию в обществе нетерпимого отношения к коррупционному поведению.
Российскому союзу промышленников и предпринимателей, общероссийской общественной организации «Деловая Россия» и «Опора России», Торгово-промышленной палате РФ рекомендовано разработать и осуществить комплекс мер при осуществлении международных коммерческих сделок, реализовать задачи по внедрению в этих организациях антикоррупционных мер и проводить занятия по антикоррупционной тематике с руководителями и сотрудниками организаций.

### Меры по повышению эффективности противодействия коррупции
Официальным НИИ по теме противодействия коррупции назначен Институт законодательства и сравнительного правоведения при Правительстве РФ. На базе научно-исследовательского учреждения будут проводиться научные междисциплинарные исследования различных теоретических аспектов коррупционных правонарушений на основе законодательства РФ и практики его применения.

### Меры по разработке законодательства о лоббизме
Лоббизм является одним из ключевых пунктов Плана на протяжении всего периода его существования. В Национальном плане на 2008-2009 гг. Министерству юстиции РФ поручено внести до 1 октября 2010 г. в президиум Совета при Президенте Российской Федерации по противодействию коррупции предложение о целесообразности формирования в Российской Федерации института лоббизма. В текущем Национальном плане Правительству РФ поручено “внести предложения о создании нормативной правовой основы деятельности граждан и организаций по продвижению интересов социальной группы или индивида в государственных и муниципальных органах в целях принятия наиболее благоприятного для данной социальной группы или данного индивида решения (лоббизма), включая подготовку предложений о нормативном закреплении за соответствующим федеральным органом исполнительной власти функции разработки и реализации мер по последовательному введению в практику института лоббизма и о соответствующем кадровом усилении этого направления работы”.

## Национальный план противодействия коррупции 2016-2017 гг.

### Мнения экспертов
Национальный план противодействия коррупции 2016-2017 высоко оценил профильный комитет Государственной Думы. В частности, высказалась руководитель комитета по безопасности и противодействию коррупции ГД РФ И.А. Яровая, отметив, что Национальный план является реализацией утвержденной Президентом РФ в конце 2015 года Стратегии национальной безопасности РФ, где коррупция определяется как основное препятствие устойчивому развитию России.
Другую точку зрения выражает председатель Национального антикоррупционного комитета Кирилл Кабанов: «Мы уже столкнулись сегодня с тем, что многие руководители то ли не понимают, то ли не читают национальный план. На экспертном совете я буду говорить о жестких требованиях по усилению мер контроля. Необходимо готовить руководителей регионов к тому, что они должны писать конкретные планы, а не формальные, внутриведомственные, региональные, муниципальные планы. Дальше мы должны продолжить работу, в том числе и по антикоррупционной экспертизе, привести ее в соответствие с требованиями, сделать антикоррупционную экспертизу законодательных актов достаточно понятной. Еще я буду говорить о том, что нужно изучить практики реализации, особенности применения нацплана. Декларирование антикоррупционных мер ввели, но инициатива достаточно сложно реализуемая, поэтому надо готовить, а не вводить многие меры достаточно быстро и необдуманно».

## Национальный план противодействия коррупции 2017-2018 гг.

### Критика
Некоторые исследователи отмечают нарушение принципа разделения властей, т.е. наличие прямых предписаний органам исполнительной власти и судам. Они выражают опасения по поводу отсутствия разъяснения, каковы причины того, что отчеты, подготовленные Советом судей и Верховным судом, должны быть представлены в Администрацию Президента РФ. Таким образом, возникает риск того, что эти мероприятия будут восприниматься как рекомендательные и необязательные к исполнению. 
Кроме того, в 2016 году в отличие от предыдущих лет в «Национальном плане противодействия коррупции 2016-2017 гг.» отсутствует информация и меры, направленные на защиту заявителей о коррупции.  До этого Министерство труда к февралю 2015 разработало законопроект «О защите лиц, сообщивших о коррупционных правонарушениях, от преследования и ущемления их прав и законных интересов». Однако  никаких дальнейших шагов в направлении защиты заявителя о коррупции план 2016 года не предлагает, что повышает риски усугубления сложившейся ситуации.
В «Национальном плане противодействия коррупции 2016-2017 гг.» не предусмотрен механизм отслеживания и оценки полноты реализации его положений, что может снижать его эффективность в целом. 

## Национальный план противодействия коррупции 2018-2020 гг.
Нынешний «Национальный план противодействия коррупции 2018-2020 гг.» впервые выполнен с расчетом на три года. Этот документ снова акцентирует внимание на проблеме конфликта интересов, расширяя круг лиц и механизмы контроля, подчеркивая значимость решения именно этой формы коррупции.

### Контроль за выполнением плана
Мониторинг реализации мероприятий, прописанных в Национальном плане противодействия коррупции 2018-2020, возлагается на специально созданную рабочую группу, доклад которой должен рассматриваться каждый год. Ответственность за создание рабочей группы берет на себя Совет при Президенте РФ по противодействию коррупции.

### Усовершенствование антикоррупционных стандартов
Правотворческую деятельность по антикоррупционному законодательству, согласно Национальному плану, должен осуществить Кабинет министров, которому до 1 ноября 2018 года необходимо внести в Государственную думу РФ проекты федеральных законов. Эти нормативно-правовые акты должны распространяться на государственных и муниципальных работников и содержать некоторые запреты, ограничения и требования, установленных в целях противодействия коррупции. 
Основной задачей этих проектов служит совершенствование антикоррупционных стандартов для государственных, муниципальных чиновников, а также лиц, «замещающих должности в государственных корпорациях (компаниях), государственных внебюджетных фондах и публично-правовых компаниях, организациях, созданных для выполнения задач, поставленных перед федеральными государственными органами».
Законопроекты, созданные Кабинетом Министров, должны содержать совершенствование мер ответственности в отношении должностных лиц «за несоблюдение запретов, ограничений и требований, установленных в целях противодействия коррупции». Отдельно Президент РФ В.В. Путин подчеркнул необходимость также усовершенствовать порядок получения подарков для отдельных категорий государственных и муниципальных работников.
До 1 февраля 2019 года, как заметил Президент РФ, Кабмину необходимо внести еще один пакет поправок к существующему законодательству. В частности, представляется необходимым определить «случаи, когда несоблюдение запретов, ограничений и требований, установленных в целях противодействия коррупции, вследствие обстоятельств непреодолимой силы» не будут иметь правовых последствий. Кабинет министров должен выработать критерии, по которым несоблюдение антикоррупционных запретов, ограничений и требований будет относиться к малозначительным коррупционным правонарушениям, которые влекут за собой увольнение со службы. Ожидаются также инициативы, которые помогут определить обстоятельства, «смягчающие или отягчающие ответственность за несоблюдение запретов, ограничений и требований, и по учету таких обстоятельств при применении взыскания».

### Привлечение депутатов к ответственности
Особенностью нынешнего Национального плана выступает и рекомендация главы государства Федеральному Собранию. Предполагается, что до 1 декабря 2018 года парламент должен выработать правовой механизм установления и закрепления порядка привлечения к ответственности членов обеих палат, Совета Федерации и Государственной думы, за непринятие мер по предотвращению и урегулированию конфликта интересов, а также других требований антикоррупционного законодательства РФ.
Документ предполагает привлечение к участию в борьбе с коррупцией членов Верховного Суда: им необходимо «подготовить предложения по совершенствованию порядка предотвращения и урегулирования конфликта интересов, возникающего при исполнении судьями своих полномочий». Особенно при участии граждан и юридических лиц, с которыми члены суда или сам судья, его близкие родственники или иные близкие лица связаны финансовыми или другими обязательствами.
Президент РФ намерен лично принимать доклады от Генеральной прокуратуры по результатам проверок соблюдения требований законодательства о предотвращении конфликта интересов и других антикоррупционных мероприятий.
Глава государства направил Министерству труда и социальной защиты рекомендацию в течение месяца подготовить методические рекомендации по привлечению к ответственности служащих за неприятие мер по предотвращению и (или) урегулированию конфликта интересов. Вдобавок, Министерство труда совместно с Генеральной прокуратурой должны раз в полгода готовить обзор практики применения антикоррупционного законодательства по предотвращению конфликта интересов и распространять его "среди заинтересованных федеральных государственных органов и организаций".

### Предотвращение конфликта интересов государственных служащих
Правительство РФ, согласно Национальному плану противодействия коррупции, должно предпринять дополнительные меры для предотвращения коррупционных правонарушений должностных лиц. До 1 октября 2018 года Правительство совместно с Генпрокуратурой и Верховным Судом обязаны рассмотреть проблему необходимости дополнительных мер в области законодательства, которые могут предотвратить и урегулировать конфликт интересов, принимаемых лицами, замещающими государственные и муниципальные должности.
В свою очередь, на Кабинет министров и Генеральную прокуратуру возлагается обязанность разработать решение вопроса по наложению административной ответственности за нарушение требований антикоррупционного законодательства РФ, связанных с  предотвращением и урегулированием конфликта интересов. Правительству надлежит "подготовить предложения о внесении в анкету, подлежащую представлению лицами, претендующими на замещение должностей государственной гражданской или муниципальной службы, изменений, касающихся указания в ней сведений о супругах своих братьев и сестер и о братьях и сестрах своих супругов, в целях выявления возможного конфликта интересов".
Ко всему прочему Правительству надлежит проводить регулярный мониторинг реализации мер по предотвращению или урегулированию конфликта интересов.

### Усиление контроля за имуществом государственных служащих
Текущий план утверждает необходимость разработки предложений по расширению перечня имущества чиновников, подлежащее изъятию в доход государственного бюджета, если есть подтверждение, что его  приобретение было совершено незаконным путем или путем, противоречащим законодательству по борьбе с коррупцией в РФ.
Глава государства обязывает Генеральную прокуратуру совместно с Администрацией Президента РФ и Верховного Суда до ноября текущего года подготовить законопроект, устанавливающий контроль за расходами лиц, подозреваемых или обвиняемых в совершении преступлений, содержащих коррупционные основания, а также конкретные меры по передаче изъятого имущества государству. 

### Грантовая поддержка для организаций
Текущий документ содержит меры по урегулированию коррупционного поведения в  просветительской и исследовательской работе. К примеру,  право на  материальную поддержку организаций, отличившихся наиболее успешными мероприятиями по  антикоррупционному просвещению граждан, популяризации борьбы с коррупцией и научном освещении проблемы антикоррупционных мер. Кроме того, Министерство юстиции и другие профильные ведомства должны провести мониторинг деятельности НКО, "уставами которых предусмотрено участие в противодействии коррупции, и проанализировать соответствие их деятельности заявленным целям".
На Министерство культуры возлагается обязанность популяризации борьбы с коррупцией, в частности, привлечения "наиболее компетентных специалистов в области рекламы, СМИ и общественных связей для качественного повышения эффективности социальной рекламы, способствующей формированию в обществе неприятия всех форм коррупции". Им также поручена разработка новых средств воздействия на население с целью формирования негативного отношения к коррупции и связанных с ней последствий. Отчет по работе ожидается к 1 декабрю 2018 года.

### Общественные слушания
Национальный план противодействия коррупции 2018-2020 гг. содержит предложение о возможности сделать общественные слушания при осуществлении государственных закупок на сумму от 50 млн рублей и муниципальных закупок от 5 млн рублей обязательными. 
Глава государства поручает Правительству РФ, а конкретно на Кабинету министров,  разработать к 1 февраля 2019 года доклад содержащий информацию по вопросу целесообразности обязательных общественных слушаний, касающихся «закупок товаров, работ, услуг для обеспечения государственных или муниципальных нужд, в случае, если начальная (минимальная) цена контракта составляет соответственно 50 млн рублей и 5 млн рублей». 
Кроме того, в документе выражается необходимость к 1 сентябрю 2019 года решения вопроса о целесообразности введения запрета на привлечение к исполнению государственных и муниципальных контрактов компаний-субподрядчиков, подконтрольных чиновникам, "а также их супругам, близким родственникам и другим близким людям", ответственным за эти контракты. 
Как сообщается в плане Генеральная прокуратура РФ может быть наделена полномочиями по ведению реестра компаний, привлекавшихся к ответственности по статье 19.28 КоАП РФ (Незаконное вознаграждение от имени юридического лица) с размещением этих данных в единой информационной системе государственных закупок.
В отношении ведения госзакупок, устанавливаются дополнительные требования к заказчикам и исполнителям, которые призваны устранить риск коррупционных преступлений и конфликта интересов. Также подразумевается усилить контроль за деятельностью государственных и муниципальных служащих, ответственных за проведение "в целях исключения необоснованного применения к поставщикам (подрядчикам, исполнителям) неустоек (штрафов, пеней)".

## Критика реализации Национального плана противодействия коррупции
Несмотря на наличие современных техник борьбы с коррупцией, изложенных в Национальном плане противодействия коррупции, эксперты отмечают отсутствие реальных рычагов воздействия на коррупцию, номинального выполнения большинством федеральных органов исполнительной власти требований, содержащихся в документе.  Таким образом, они выделяют следующие слабые стороны Национального плана противодействия коррупции:
- Документы были подготовлены без учета специфики практик коррупционного поведения и рисков каждой отдельной отрасли;
- Многие пункты плана не содержат информации о конкретных мероприятиях по борьбе с коррупцией, ответственных лицах и сроках исполнения;
- Некоторые части плана приводят лишь общие методические подходы к решению проблемы;
- ·       Большинство документов не приводит описания конкретных конечных результатов, а также связи предлагаемых мероприятий к данным результатам.

Таким образом, отмечается формальный подход к решению проблемы распространения коррупции в России, отсутствие серьезного подхода и желания со стороны составителей Плана и исполнителей его, отсутствие действительного мониторинга реализации пунктов плана и, соответственно, качественного улучшения положения дел в стране. Продолжает оставаться высоким запрос населения на решение проблемы коррупции, а также сохранение Россией позиции страны неэффективно борющейся с коррупцией, что видно из международных рейтингов. 
Например, Национальный план предусматривал возложение обязанности на руководителей федеральных органов исполнительной власти до 1 июля 2014 года внести свои предложения по осуществлению мониторинга реализации пунктов плана, а также конкретных мероприятий по достижению задач проекта.
Наиболее эффективными с точки зрения экспертов являются планы противодействия коррупции, разработанные Росфинмониторингом, Министерством экономического развития и Федеральной Антимонопольной Службы, самыми непроработанными – дорожные карты ФМС, Минпромторга и Службы финансово-бюджетного надзора.
В результате проведения мониторинга работы органов государственной и муниципальной власти, проводимый рабочей группой под руководством председателя Национального антикоррупционного комитета Кирилла Кабанова, обнаружилось, что приказы об утверждении антикоррупционных планов на своих сайтах опубликовали только 39 из 63 федеральных органов власти, да и те фактически списаны с типового антикоррупционного плана без учета специфических рисков, свойственных конкретному ведомству. Запланированные там антикоррупционные мероприятия не привязаны к конкретным датам, не определены их исполнители, не предусмотрена персональная ответственность должностных лиц за их невыполнение. В целом, действия носят половинчатый характер, не затрагивающий коренных причин возникновения и укоренения коррупции в стране.